# Rasmus Holm (filminstruktør)
 For alternative betydninger, se Rasmus Holm. (Se også artikler, som begynder med Rasmus Holm)
Rasmus Holm (født 29. september 1974 i Nordjylland) er dokumentarfilminstruktør og har bl.a instrueret filmen Welcome To New Orleans, der foregår i New Orleans efter oversvømmelsen i 2005. Rasmus Holm har været producer på filmene Rocket Brothers, Hr. Vinterberg & Mr. Bowie og Vejen Tilbage.